# Phil Cade
Philip Cade, ameriški dirkač Formule 1, * 12. junij 1916, Charles City, Iowa, ZDA, † 28. avgust 2001, Winchester, Massachusetts, ZDA.

## Življenjepis
V svoji karieri je nastopil le na domači dirki za Veliko nagrado ZDA v sezoni 1959, kjer mu z dirkalnikom Maserati 250F lastnega privatnega moštva ni uspelo štartati zaradi okvare dirkalnika. Umrl je leta 2001.

## Popolni rezultati Formule 1
(legenda) (odebeljene dirke pomenijo najboljši štartni položaj, poševne pa najhitrejši krog, †-uvrščen kljub odstopu)
| Leto | Moštvo    | Šasija        | Motor               | 1   | 2   | 3   | 4   | 5  | 6   | 7   | 8   | 9       | Prv | Toč |
| ---- | --------- | ------------- | ------------------- | --- | --- | --- | --- | -- | --- | --- | --- | ------- | --- | --- |
| 1959 | Phil Cade | Maserati 250F | Maserati Straight-6 | MON | 500 | NIZ | FRA | VB | NEM | POR | ITA | ZDA DNS | -   | 0   |